# Тоутоваї червонолобий
Тоутоваї червонолобий (Petroica goodenovii) — вид горобцеподібних птахів родини тоутоваєвих (Petroicidae). Ендемік Австралії.

## Таксономія
Червонолобий тоутоваї був описаний в 1827 році Ніколасом Вігорсом і Томасом Горсфілдом за голотипом, знайденим поблизу затоки Спенсер в Південній Австралії. Вид отримав наукову назву Petroica goodenovii на честь Семюеля Гуденафа, єпископа Карлайла і члена товариства Ліннея. Найближчим родичем червонолобого тоутоваї є червоноволий тоутоваї.

## Опис
Це найменший представник роду Тоутоваї. Довжина птаха становить 10,5–12,5 см, вага 7–9 г, розмах крил 15–19,5 см. Верхня частина тіла самця чорного кольору, лоб, горло і груди яскраво-червоні, живіт і гузка білі, на плечах білі смужки, кіничик хвоста білий. Верхня частина тіла самиці сіро-коричневого кольору, на лобі червонувата пляма, крила темно-коричневі зі світло-коричневими плямами. У деяких самчиок на грудях також є червонувата пляма. Червонолобий тоутоваї має невеликий чорний дзьоб, чорні лапи і карі очі.

## Поширення і екологія
Червонолибий тоутової є ендеміком Австралії. Мешкає на всій території континенту, за винятком північних регіонів. Червонолобий тоутоваї мешкає в посушливіших середовищах, ніж його найближчі родичі. Він віддає перевагу заростям акації і каллітрісу, а також чагарникам. Зустрічається поодинці або парами.

## Раціон
Червонолобий тоутоваї харчується комахами, яких він шукає на землі. Дослідження, проведене в Західній Австралії показало, що 96% раціону червонолобого тоутоваї складали жуки.

## Розмноження
Сезон розмноження триває з серпня по січень. За сезон може вилупитись до трьох виводків. Це територіальний птах, площа пари може досягати від 0,25 до 1,2 га. В кладці 2-3 яйця тьмяно-білого кольору з блакитнуватим, зеленим абокоричнюватим відтінком і сіро-коричневими плямами розміром 16×13 мм.